# GanttProject
GanttProject ist eine in Java geschriebene freie Anwendung für Projektplanungen. Die Hauptfunktionalität umfasst u. a. die Gantt-Diagramm-Erstellung inklusive Ressourcenmanagement und der Erstellung von Berichten sowie den Import und Export von/nach Microsoft Project, HTML und PDF. Enthalten sind auch Gruppenfunktionen per WebDAV und ein Datenaustausch mit Tabellenkalkulationsprogrammen.
Die Methoden der Netzplantechnik lassen sich bislang nur eingeschränkt nutzen. GanttProject stellt zwar auch PERT-Diagramme dar, allerdings lassen sich zum Beispiel Pufferzeiten, früheste und späteste Anfangs- und Endzeitpunkte etc. derzeit noch nicht berechnen.
Zur Ausführung des Tools ist Java Runtime Environment von Sun ab Version 1.6 erforderlich, somit lässt sich das Programm auch per Java Web Start starten.
Es ist eine Open Source Java-API verfügbar, mit der Entwickler auf die erzeugten Gantt-Diagramme lesend und schreibend zugreifen können.